# Mount Geoffrey Markham
Mount Geoffrey Markham ist ein rund 1770 m hoher und spitzkegeliger Berg aus Basalt an der Borchgrevink-Küste des ostantarktischen Viktorialands. Als höchste Erhebung auf der Hallett-Halbinsel ragt er südlich der Hallett-Station aus dem Quarterdeck Ridge auf.
Wissenschaftler einer von 1957 bis 1958 durchgeführten Kampagne der New Zealand Geological Survey Antarctic Expedition errichteten hier eine astronomische Beobachtungsstation. Sie benannten den Berg nach Geoffrey Will Markham (1907–1997), der ab 1956 als Sekretär neuseeländischen Komitees für die Organisation des Internationalen Geophysikalischen Jahres (1957–1958) tätig war.